# (6107) Osterbrock
(6107) Osterbrock (1948 AF) – planetoida z pasa głównego asteroid okrążająca Słońce w ciągu 2 lat i 201 dni w średniej odległości 1,87 j.a. Została odkryta 14 stycznia 1948 roku.